# Alexandre Clausel
Alexandre Jean Pierre Clausel, né à Troyes le 15 octobre 1802 et mort à Neuilly-sur-Seine le 13 mars 1884) est un peintre et photographe français.

## Biographie
Alexandre Jean Pierre Clausel, pionnier de la photographie à Troyes, pratiquant les daguerréotypes, est également peintre et professeur de dessin.
Alexandre Clausel est le beau-père du critique littéraire Adolphe Paupe, spécialiste de Stendhal.

## Publications
- Leçons pratiques d'encaustique lustrée, ou Exposé des notions nécessaires pour pratiquer ce procédé de peinture, Paris, Binant, 1842, XIV-95 p. (lire en ligne).

## Collections
- Bibliothèque nationale de France
- J. Paul Getty Museum[2]
- Musée d'Orsay
- George Eastman House